# 나도, 꽃!
《나도, 꽃!》은 2011년 11월 9일부터 2011년 12월 28일까지 문화방송에서 방영된 수목 미니시리즈이다. 당초 11월 2일 첫회가 방송될 예정이었으나 남자 주인공 캐스팅 문제 뿐 아니라 편집 등의 이유로 방송이 일주일 연기되었고 해당 시간대에는 단막극이 대체 편성되었다. 저조한 시청률로 16부작에서 1회 축소된 15부작으로 조기종영되었다.

## 등장인물

### 주요 인물
- 이지아 : 차봉선 역
- 윤시윤 : 서재희 역
- 조민기 : 박태화 역
- 한고은 : 박화영 역
- 서효림 : 김달 역
- 이기광 : 조마루 역 , 핑크 치킨 리더 역 - 1인 2역

### 멋진 파출소
- 이병준 : 김팀장 역
- 김익 : 강경장 역
- 김종필 : 고경장 역

### 뻬르께
- 임하룡 : 배상억 역
- 백승희 : 이영희 역
- 정만식 : 김도균 역

### 그 외
- 김지숙: 김도미 역
- 김서정: 고소미 역
- 이경은: 박주연 역
- 허인범
- 손일권

### 특별출연
- 허가윤 : 1회 여고생
- 정수영 : 1회, 13회 난동 부리는 취객
- 박은지 : 2회 사모님
- 최정훈 : 2회 독거노인
- 박기웅 : 4회 봉선의 전 남자친구
- 이승효 : 6회 재희의 재벌 친구
- 고윤후 : 13회 ~ 14회 봉선의 맞선남
- 마동석 : 형사 역

## 시청률
아래의 파란색 숫자는 '최저 시청률'이고, 빨간색 숫자는 '최고 시청률'입니다. 시청률조사회사와 지역별로 시청률에 차이가 있을 수 있습니다.
| 2011년 | 2011년    | 2011년         | 2011년       | 2011년         | 2011년       |
| 회차   | 방송일    | TNmS 시청률    | TNmS 시청률  | AGB 시청률     | AGB 시청률   |
| 회차   | 방송일    | 대한민국(전국) | 서울(수도권) | 대한민국(전국) | 서울(수도권) |
| ------ | --------- | -------------- | ------------ | -------------- | ------------ |
| 제1회  | 11월 9일  | 6.6%           | 8.8%         | 6.8%           | 7.9%         |
| 제2회  | 11월 10일 | 6.0%           | 7.7%         | 7.6%           | 9.7%         |
| 제3회  | 11월 16일 | 6.5%           | 8.4%         | 5.5%           | 7.9%         |
| 제4회  | 11월 17일 | 7.7%           | 10.2%        | 6.4%           | 9.0%         |
| 제5회  | 11월 23일 | 6.1%           | 9.5%         | 6.4%           | 9.2%         |
| 제6회  | 11월 24일 | 6.9%           | 8.4%         | 6.1%           | 9.0%         |
| 제7회  | 11월 30일 | 6.2%           | 9.1%         | 6.4%           | 9.2%         |
| 제8회  | 12월 1일  | 6.7%           | 9.3%         | 6.9%           | 9.4%         |
| 제9회  | 12월 7일  | 5.5%           | 9.5%         | 6.3%           | 8.4%         |
| 제10회 | 12월 8일  | 6.1%           | 9.7%         | 6.3%           | 9.5%         |
| 제11회 | 12월 14일 | 4.9%           | 8.9%         | 6.1%           | 8.8%         |
| 제12회 | 12월 15일 | 5.6%           | 8.5%         | 6.4%           | 9.1%         |
| 제13회 | 12월 21일 | 5.5%           | 9.2%         | 5.7%           | 9.8%         |
| 제14회 | 12월 22일 | 5.1%           | 9.0%         | 5.8%           | 9.3%         |
| 제15회 | 12월 28일 | 6.4%           | 8.4%         | 8.1%           | 8.8%         |

## 일화
- 서재희 역으로 당초 김재원이 캐스팅되었으나, 촬영 도중 오토바이 사고로 인한 어깨 부상으로 중도 하차했다. 서재희 역은 윤시윤으로 교체되었다.[8]

- 극중 서재희와 조마루 역을 맡은 윤시윤과 이기광은 《지붕뚫고 하이킥!》이후 2년만에 재회하였다

## 수상
- 2011년 MBC 연기대상 신인상 - 이기광

## 동시간대 드라마
- 뿌리깊은 나무 (SBS)
- 영광의 재인 (KBS 2TV)
- 발효가족 (JTBC TV)